# بر أفتاب حيدر قلي (تشيلو)
بر أفتاب حيدر قلي (بالفارسية: برآفتاب حیدرقلی) هي منطقة سكنية تقع في إيران في قسم تشيلو الريفي. يقدر عدد سكانها بـ 161 نسمة بحسب إحصاء 2016.